# Rivális asszonyok
A Rivális asszonyok (Le donne Rivali) Domenico Cimarosa 1780-ban, Rómában bemutatott kétfelvonásos vígoperája, amelynek a szövegét Giuseppe Petrosellini írta.

## Az opera keletkezése
Cimarosa vígoperája eredetileg intermezzónak készült (intermezzo in musica). Az intermezzókat operák felvonásai, vagy különböző műfajú művek közötti szünetekben adták elő. Cimarosa a darab második kiadású kottáján már a „comica” (vígopera) műfaji megjelölést alkalmazta. A szöveg írója itt sincs feltüntetve, Giuseppe Petrosellini szerzőségére csak később derült fény.
Újabb kutatások feltárták, hogy a librettó jelentős részben azonos Mozart befejezetlen, Lo sposo deluso című operája szövegével.

## Szereplők
| Szereplő                            | Hangfekvés       |
| ----------------------------------- | ---------------- |
| Laurina, Sempronio unokahuga        | koloraturszoprán |
| Emilia                              | mezzoszoprán     |
| Don Annibale, Emilia gavallérja     | bariton          |
| Fernando                            | lírai tenor      |
| Sempronio Pipstrelli, gazdag öregúr | buffo basszus    |

- Történik: Leghornban (Olaszország), a 17. század végén.
- Zenekar: kis együttes.
- Játékidő: 2 óra 10 perc.

## Cselekmény

### Első felvonás
A gazdag öregúr Sempronio nősülni szeretne, kiszemeltje hol Laurina, hol Emilia. Csakhogy Laurina Fernandót szereti (és viszont), Emilia pedig Don Annibaléba szerelmes (és viszont). Annibale háborúba vonult, ahonnan a halálhírét hozzák – tévesen. A Don éppen akkor toppan be, amikor Emilia majdnem igent mond az őt ostromló Semproniónak. Emilia boldog, s visszatért hódolójával elhatározzák, hogy megleckéztetik az öregurat. Az lódítják, hogy Emilia megölte magát, amiért Sempronio állandóan ostromolta, és a szelleme visszajár. S valóban, megjelenik Emilia „szelleme”, jól megijesztve az öreget.

### Második felvonás
Sempronio ijedtsége csak átmeneti volt, ezért a szerelmesek, Fernando ötletére újabb tréfát eszelnek ki. Annibale és Emilia spanyol szerepet játszanak, Emilia Donna Fausta néven Emilia nővérének adja ki magát, Annibale pedig a Don Ercole nevet veszi fel, ő Donna Fausta rettenetes természetű férjét játssza. Laurina cigánylánynak adja ki magát, s amint megjelenik, a nagytermészetű öregúr neki kezdi a szépet tenni. Mi sem kell a két „spanyolnak”, rémes történetek sorával próbálják elvenni Sempronio kedvét a házasságtól. Az akció sikerül, az öreg megretten a házasság rémségeitől, s így Laurina és Fernando is megtarthatja az esküvőt.

## Az opera színpadra állítása
Cimarosa vígoperáját 1780 februárjában, a karneváli szezonban mutatták be a római Teatro alle Vallében. Második bemutatójának kottáját a nápolyi San Pietro a Majella konzervatóriumban őrzik. A darab – bemutatóit követően – rövidesen feledésbe merült, csak a 20. század végén fedezték fel újra. A töredékesen előkerült anyagot Anelide Nascimbene rekonstruálta. Eszerint az opera az első felvonása tizenhárom jelenetet tartalmaz, a második felvonás tizenegyet. Ebből arra következtettek, hogy ilyen hosszúságú mű nem lehetett intermezzo.
A darab 20. századi bemutatója 1994. szeptember 4-én és 5-én volt Perugiában. Magyarországon még nem mutatták be.

## A zene
A zene a korabeli olasz vígoperák stílusát idézi. Néhány részletében Rossini néhány vígoperájára emlékeztet (A sevillai borbély, Hamupipőke). Jellegzetessége a visszafogott hangszerelés: csak oboákat, fuvolákat, kürtöket, trombitát és vonósokat használ, a recitativókat pedig csembaló kíséri.

## CD-felvétel
Laurina – Alessandra Ruffini, Emilia – Anna Rita Taliento, Don Annibale – Emmanuele Giannino, Fernando – Bruno Lazaretti, Semprino – Bruno Pratico. Közreműködik: az Orchestra di Padova e del Veneto zenekar, vezényel: Alberto Zedda. A felvétel helye és ideje: Perugia, Teatro degli Illuminati di Citta di Castello, 1994. szeptember 4–5. (élő felvétel). Kiadás: Bongiovanni, GB 2187–2, 2 CD.